# Испания на «Евровидении-1963»
Испания приняла участие в Евровидении 1963, проходившем в Лондоне, Великобритания. Её представил Хосе Гвардиола с песней «Algo prodigioso», выступивший под номером 12. В этом году страна заняла 12, предпоследнее, место, получив лишь 2 балла. Комментатором конкурса от Испании в этом году стал Федерико Гальо (TVE), а глашатаем — Хулио Рико.
Хосе Гвардиола выступил в сопровождении оркестра под руководством Рафаэля Ибарбии.

## Отбор
В этом году в стране прошёл внутренний отбор, по одной из версий.
По другой версии, Хосе Гвардиолу выбрали как победителя Средиземноморского фестиваля песни 1962 года. Победил Хосе с песней «Nubes de colores», но из-за подтасовки голосов, результаты на следующий день были аннулированы. На конкурс Гвардиола был отправлен уже с другой песней «Algo prodigioso».

## Страны, отдавшие баллы Испании
Каждая страна присуждала от 1 до 5 баллов пяти наиболее понравившимся песням.
| Отдали Испании… |
| 2 балла         |
| --------------- |
| Югославия       |

## Страны, получившие баллы от Испании
| 5 баллов | Великобритания |
| 4 балла  | Швейцария      |
| 3 балла  | Италия         |
| 2 балла  | Югославия      |
| 1 балл   | Франция        |